# Liste der Kulturdenkmale in Zschepplin

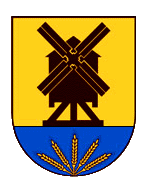
Wappen von Zschepplin

In der Liste der Kulturdenkmale in Zschepplin sind die Kulturdenkmale der sächsischen Gemeinde Zschepplin verzeichnet, die bis Oktober 2020 vom Landesamt für Denkmalpflege Sachsen erfasst wurden (ohne archäologische Kulturdenkmale). Die Anmerkungen sind zu beachten.
Diese Aufzählung ist eine Teilmenge der Liste der Kulturdenkmale im Landkreis Nordsachsen.

## Zschepplin
| Bild                                    | Bezeichnung | Lage                                                         | Datierung | Beschreibung | ID       |
| --------------------------------------- | --- | ------------------------------------------------------------ | --- | --- | -------- |
| Weitere Bilder                          | Kirche mit Ausstattung, Kirchhof, Grabmal und Einfriedung                                                                        | Alte Dübener Straße (Karte)                                  | 2. Hälfte 15. Jahrhundert (Kirche); bezeichnet mit 1902 (Sarkophag)                                                                  | Saalkirche, spätgotischer Putzbau mit kurzem Saal, leicht eingezogenem Chor und Westturm, baugeschichtlich und ortsgeschichtlich von Bedeutung. - ehemalige Wallfahrtskirche St. Lucia: verputzter Backsteinbau mit kurzem Saal, leicht eingezogener Chor mit 3/8-Schluss, Westturm über quadratischem Grundriss, Glockengeschoss oktogonal, Abschluss mit Haube und Laterne, Rundbogenfenster, am nördlichen Anbau Rundbogenportal - Grabmal Graf von Mengersen: Sarkophag aus schwarzem Granit - Einfriedung: Bruchsteinmauerwerk mit Klinker- und Betonabdeckung, teilweise Lehmmauer | 08974374 |
| Direkt Bild zu diesem Denkmal hochladen | Ehemaliges Gutsverwalterhaus mit nördlich anschließendem Wirtschaftsgebäude (Einzeldenkmale zu ID-Nr. 09300307, Mittelstraße 19) | Alte Dübener Straße 19 (Karte)                               | 2. Hälfte 18. Jahrhundert (Wirtschaftsgebäude); um 1810 (Gutsverwalterhaus)                                                          | Einzeldenkmale der Sachgesamtheit Schloss, Rittergut und Park Zschepplin; zum ehemaligen Rittergut und Schlosskomplex zählende, bemerkenswerte Gebäudegruppe, mit baugeschichtlicher und ortshistorischer Bedeutung. - Gutsverwalterhaus: zweigeschossiger Bau, verputzt, Satteldach, Erdgeschoss gewölbt - Wirtschaftsgebäude (Stall): roter Ziegelbau, Satteldach (Biberschwanzdeckung), Speicherluke, straßenseitig Sandsteinfenstergewände, innen: Kreuzgratgewölbe mit weiten Gurtbögen und schmalem Gang, rechter Anbau später mit preußischem Kappengewölbe und gusseisernen Stützen | 08974383 |
| Direkt Bild zu diesem Denkmal hochladen | Fahrradwerkstatt mit Ausstattung                                                                                                 | Alte Dübener Straße 28 (Karte)                               | 1913 und später | Originales Beispiel mit singulärer und technikgeschichtlicher Bedeutung. Ausstattung bestehend aus Senkrechtbohrmaschine mit Schwungradantrieb, Schleifmaschine mit Transmission und Handbiegeschere. Werkstatt war vorher Schmiede. Gebäude kein Denkmal mehr, Flurstück ungetrennter Hofraumanteil. | 08974380 |
| Direkt Bild zu diesem Denkmal hochladen | Transformatorenturm | Eilenburger Straße (Karte)                                   | Um 1930 | Technikgeschichtliche Bedeutung. Roter Klinkerbau, vertikale Bändergliederung durch vortretende Klinker im Sockelbereich, Satteldach (Biberschwanzdeckung), originale Metalltüren erhalten. | 08974378 |
| Weitere Bilder                          | Paltrockwindmühle mit Mühlentechnik (Motormühle Zschepplin)                                                                      | Eilenburger Straße 3 (Karte)                                 | Um 1840 | Spätere Motormühle, technikgeschichtliche Bedeutung. Festes Fundament (nicht geklärt, ob es sich um Bockwindmühle oder Paltrockwindmühle handelt), Holzverkleidung, Satteldach (Dachpappe), Ruten nicht mehr vorhanden, neue Fenster. Bis 1953 ausschließlich mit Windkraft betrieben, bis 1987 in Betrieb, 1994 Rekonstruktion. Einzige Mühle der Region, die zur Motormühle umgestellt wurde. | 08974377 |
| Direkt Bild zu diesem Denkmal hochladen | Denkmal für die Gefallenen des Ersten Weltkrieges                                                                                | Mittelstraße (Karte)                                         | Nach 1918 | Ortsgeschichtlich von Bedeutung. Rote Granitstele (grob behauen) auf Sockel, herausgearbeiteter Adler mit Schwert als Relief, darunter glattes Inschriftenfeld „Ihren im Weltkriege 1914–1918 gefallenen Helden, die dankbare Gemeinde Zschepplin“. | 08974382 |
| Weitere Bilder                          | Schloss, Rittergut und Park Zschepplin (Sachgesamtheit)                                                                          | Mittelstraße 15 (neben), 19 (Alte Dübener Straße 19) (Karte) | Um 1810 (Alte Dübener Straße 23, Stallgebäude); um 1880 (Mittelstraße 19, Wirtschaftsgebäude); 4. Viertel 18. Jahrhundert (Gutspark) | Sachgesamtheit Schloss, Rittergut und Park Zschepplin mit folgenden Einzeldenkmalen: Schloss mit Ausstattung (08974718, Mittelstraße 19), ehemaliges Gutsverwalterhaus mit nördlich anschließendem Wirtschaftsgebäude (08974383, Alte Dübener Straße 19), Brennerei (09306635, Mittelstraße neben Nr. 15) sowie Gutspark (Gartendenkmal) mit Teich, Gartenbrücke, Brunnen und drei Denkmalen, weiterhin zwei weiteren Wirtschaftsgebäuden (Sachgesamtheitsteile); von hoher baugeschichtlicher und regionalhistorischer sowie von gartenkünstlerischer Bedeutung | 09300307 |
| Direkt Bild zu diesem Denkmal hochladen | Ehemalige Gutsbrennerei (Einzeldenkmal zu ID-Nr. 09300307)                                                                       | Mittelstraße 15 (neben) (Karte)                              | Um 1860 | Einzeldenkmal der Sachgesamtheit Schloss, Rittergut und Park Zschepplin; zeittypischer Putzbau mit Satteldach, baugeschichtlich und ortsgeschichtlich von Bedeutung. Zweigeschossig, in Bruchstein- und Ziegelmauerwerk errichtet, verputzt, Satteldach, im Erdgeschoss des südlichen Gebäudeteils Tonnengewölbe zwischen Gurtbögen, im nördlichen Teil Kappengewölbe auf kräftigen Pfeilern, ebenfalls Gurtbögen, Einzug einer Zwischenebene zu Lagerung von Getreide o. ä. zwischen Erd- und Obergeschoss, im Keller große Tonne mit ca. 10 m tiefem Brunnen, der die Brennerei mit Wasser versorgte. | 09306635 |
| Weitere Bilder                          | Schloss mit Ausstattung (Einzeldenkmal zu ID-Nr. 09300307)                                                                       | Mittelstraße 19 (Karte)                                      | 16. Jahrhundert, später erweitert (Schloss)                                                                                          | Einzeldenkmal der Sachgesamtheit Schloss, Rittergut und Park Zschepplin; Renaissancebau als unregelmäßige Vierflügelanlage mit jüngerem Erweiterungsbau im Süden, von hoher baugeschichtlicher und regionalhistorischer Bedeutung. Schloss auf mittelalterlichen Fundamenten im 16. Jahrhundert errichtete und in verschiedenen Bauphasen (bis in das 20. Jahrhundert) veränderte unregelmäßige Vierflügelanlage. Dreigeschossiger, massiver Ziegelbau, verputzt, vorwiegend Walmdach (Biberschwanzdeckung), mehrere Zwerchgiebel und Erker, Treppentürme mit Hauben und Laternen, Putzgliederung mit Eckquaderung und breiten Faschen oder Sandsteingewänden, zu den ältesten Teilen gehören Süd- und Westflügel, lang gestreckter zweigeschossiger Erweiterungsbau mit Mittelrisalit nach Süden. | 08974718 |
| Direkt Bild zu diesem Denkmal hochladen | Ehemalige Schule | Oststraße 1 (Karte)                                          | Bezeichnet mit 1862, später überformt                                                                                                | Klinkerbau, friedhofseitig markante Fensterfassade, baugeschichtlich und ortsgeschichtlich von Bedeutung, zentrale Lage. Zweigeschossig, Satteldach (Biberschwanzdeckung), große Fenster mit geteiltem Oberlicht, Deutsches Band, im Giebel Drillingsrundbogenfenster, originale Haustür, größere Fenster vermutlich später, Eingang in den 1930er Jahren verändert, leichte Fensterformatänderung. Anbau kein Denkmal. | 08974376 |
| Direkt Bild zu diesem Denkmal hochladen | Pfarrhaus | Zur Mulde 2 (Karte)                                          | 1. Hälfte 19. Jahrhundert | Unmittelbar am Dorfplatz und Friedhof liegend, baugeschichtlich und ortsgeschichtlich von Bedeutung. Zweigeschossiger Putzbau (vermutlich Bruchstein), Krüppelwalmdach (Biberschwanzdeckung), Putznutung (Fensterumrahmung), Balkenköpfe sichtbar, neu saniert, Holzfenster, innen originale Türen. | 08974375 |

## Glaucha
| Bild                                    | Bezeichnung | Lage                            | Datierung                                                                                       | Beschreibung | ID       |
| --------------------------------------- | --- | ------------------------------- | ----------------------------------------------------------------------------------------------- | --- | -------- |
| Direkt Bild zu diesem Denkmal hochladen | Grenzsteine | (Flur 2, Flurstück 120) (Karte) | Bezeichnet mit 1799                                                                             | Von ortsgeschichtlicher Bedeutung, vermutlich zur Kennzeichnung des sich an dieser Stelle befindlichen ehemaligen Vorwerkes der Grafen von Hohenthal. Sandstein, mit abgerundetem Kopf und Initialen: 1. rückseitig G/HM, vorderseitig 1799, 2. vorderseitig 1799, rückseitig nicht lesbar, zum Teil weit eingegraben. | 08974352 |
| Direkt Bild zu diesem Denkmal hochladen | Kürassierstein | (Flur 2, Flurstück 110) (Karte) | Bezeichnet mit 1908                                                                             | Ortshistorische Bedeutung. Sandsteinstele auf Klinkersockel, bossiert, Inschrift „Am 18. Sept. 1907 ertrank beim Durchreiten der Mulde der Kürassier Martin Leissring der 5ten ESK. Kür. Rg. v. Seydlitz Magdeb. Nummer 7, Ehre seinem Andenken“. | 08974349 |
| Weitere Bilder                          | Kirche Niederglaucha mit Ausstattung, Kirchhof und Einfriedung, zwei Grabmale und Denkmal für die Gefallenen des Ersten Weltkrieges | Kirchweg 10 (Karte)             | 1. Viertel 13. Jahrhundert (Kirche); 1733 (Grabmal); 1817 (Grabmal); nach 1918 (Kriegerdenkmal) | Spätromanische Chorturmkirche, baugeschichtlich und ortsgeschichtlich von Bedeutung. Verputzter Backsteinbau, eingezogener Chorturm auf quadratischem Grundriss, im Obergeschoss oktogonal, Abschluss mit geschweifter Haube, Apsis, Sakristeianbau um 1700 in Fachwerk, innerhalb im Erdgeschoss Gruft mit Tonnengewölbe. - Kriegerdenkmal: große, grobbehauene Granitstele (Beuchaer Granit) auf Klinkersockel, in der Vorderseite glatte Fläche mit Inschrift „1914–1918. Unseren gefallenen Helden, (Namensaufzählung folgend) gewidmet von der Gemeinde Nieder- und Oberglaucha“, oberhalb reliefiertes Eisernes Kreuz mit Soldatenhelm und Eichenlaubkranz - 1. Grabmal (Bözeln?): barockes Grabmal des Pastors mit reicher plastischer Bekrönung, zwei Engelsfiguren tragen Krone und Kartusche, von Voluten umrahmtes Mittelteil mit Inschrift (schwer leserlich) und Abendmahlskelch, in Sockel Totenkopf mit Schlange, bezeichnet mit 1733–1745 - 2. Grabmal (Lochau): Grabplatte mit Inschrift „Carl Ernst von der Lochau, kgl. sächs. Geheimrath und dessen Söhne“, bezeichnet mit 1817, Einfriedungsmauer nur im westlichen Bereich des Kirchhofs | 08974358 |
| Direkt Bild zu diesem Denkmal hochladen | Haustür eines Wohnhauses | Kirchweg 13 (Karte)             | Mitte 19. Jahrhundert                                                                           | Schön und reich gestaltete Tür von baugeschichtlicher Bedeutung, singuläre Bedeutung im Ort. Zweiflügelige Tür mit geteiltem Oberlicht und großen Kassettenfeldereinteilungen, mittig jeweils großer Pyramidenholzklotz, diamantierte Bossen in Holz, stark profilierte und mit Zahnschnittfries geschmückte Kämpferleiste, Beschlag neu. | 08974350 |
| Weitere Bilder                          | Kirche Oberglaucha mit Ausstattung                                                                                                  | Lindenstraße (Karte)            | 1. Hälfte 13. Jahrhundert                                                                       | Baugeschichtlich, ortsgeschichtlich und ortsbildprägend von Bedeutung. Kleine, im Kern wohl spätromanische Saalkirche, verputzter Backsteinbau mit eingezogenem, gerade geschlossenem Chor und oktogonalem Dachreiter. | 08974357 |
|                                         | Steinkreuz | Lindenstraße (Karte)            | 15. Jahrhundert                                                                                 | Ortsgeschichtlich von Bedeutung. Steinkreuz in Porphyrtuff, etwa 80 Zentimeter hoch, leicht verwittert. | 08974347 |
| Weitere Bilder                          | Westliche Scheune und Taubenhaus eines Dreiseithofes                                                                                | Lindenstraße 8 (Karte)          | 1. Hälfte 19. Jahrhundert                                                                       | Lehm-Fachwerk-Scheune, authentisch erhaltenes Zeugnis bäuerlicher Lebensweise, baugeschichtlich von Relevanz. - Scheune: Lehm-/Fachwerkscheune, Satteldach (alte Biberschwanzdeckung mit Fledermausgauben), große Holztore, Speicherluke - Taubenhaus: quadratischer Klinkerbau, oberes Drittel abgesetzt, Pyramidendach mit Abschluss, Flurstück ungetrennter Hofraumanteil | 08974396 |
| Weitere Bilder                          | Auszugshaus und Taubenhaus eines Dreiseithofes                                                                                      | Lindenstraße 11 (Karte)         | Um 1900 (Auszugshaus); um 1920 (Taubenhaus)                                                     | Gut erhaltener Bestandteil eines Bauernhofes, baugeschichtlich und straßenbildprägend von Bedeutung. - Auszugshaus: eingeschossiger roter Klinkerbau mit Satteldach (Biberschwanzdeckung), auf Granitsockel, Segmentbogenfenster, Schmuckgiebelfries und -gurtgesims, originale Tür mit Oberlicht, Fenster original - Taubenhaus: rote Klinkerbauweise auf quadratischem Grundriss mit Pyramidendach, kleiner umlaufender Konsolgurtfries, oberhalb Fluglöcher | 08974351 |
|                                         | Auszugshaus über winkligem Grundriss eines Vierseithofes                                                                            | Lindenstraße 23 (Karte)         | 2. Drittel 19. Jahrhundert und später                                                           | Straßenbildprägende Klinkerfassade, älterer Gebäudeteil in seltener Lehmziegelbauweise, baugeschichtlich und sozialgeschichtlich von Bedeutung. Winkelförmiger Grundriss, Bruchsteinsockel, Satteldach, älterer Gebäudeteil mit Kronendeckung und Lehmmauer mit schmalen Ziegelschichten und Lehmziegeln, Giebel in rotem Klinker, Gurtgesims und flachen Segmentbogenfenstern, neuerer Gebäudeteil in rotem Klinker, Segmentbogentüren und -fenster, übernimmt Gurtgesims des älteren Gebäudes, im Giebel großes Segmentbogentor, straßenseitig Zahnschnitttraufe, Flurstück ungetrennter Hofraumanteil. | 08974472 |
| Direkt Bild zu diesem Denkmal hochladen | Scheune eines Dreiseithofes | Lindenstraße 28 (Karte)         | Anfang 20. Jahrhundert                                                                          | Schönes Zeugnis einer regionaltypischen Lehmscheune in authentischer Erscheinung, baugeschichtlich und wirtschaftsgeschichtlich von Bedeutung. Lehmwellerbau, Satteldach (Biberschwanzdeckung), großes Holzrolltor und kleinere Tore erhalten. | 08974471 |
| Direkt Bild zu diesem Denkmal hochladen | Wegestein | Löbnitzer Weg (Karte)           | Bezeichnet mit 1866                                                                             | Verkehrsgeschichtlich von Bedeutung. Quadratischer Sandsteinpfeiler, flacher pyramidaler Abschluss, Ortsbezeichnungen eingraviert „Hohenprießnitz, Löbnitz, Niederglaucha und Badrina“, rückseitige Bezeichnung „1866 K“. | 08974348 |
| Weitere Bilder                          | Bockwindmühle „Wolkwitz“ Niederglaucha mit technischer Ausstattung                                                                  | Zur Mühle 3 (Karte)             | 1749                                                                                            | Regionaltypische Windmühle in weitestgehend originalem Zustand, saniert und stark zugewachsen, baugeschichtlich, landschaftsgestaltend und ortsgeschichtlich von Bedeutung. Holzbock erhalten, Holzverkleidung, Satteldach einseitig mit Schopf (Dachpappe), Dach einseitig ausgebaut, Ruten erhalten, Mühle ist noch funktionstüchtig. 1748 erbaut, bis 1949 Schrot-Mahlmühle, Wind- und Elektrokraftantrieb, 1983 rekonstruiert, nach 1990 nochmals saniert, bis heute in Betrieb (Futterschroten). | 08973985 |

## Hohenprießnitz
| Bild                                    | Bezeichnung | Lage                                                       | Datierung | Beschreibung | ID       |
| --------------------------------------- | --- | ---------------------------------------------------------- | --- | --- | -------- |
| Direkt Bild zu diesem Denkmal hochladen | Watzdorfstein | (Flur 6, Flurstück 153) (Karte)                            | Bezeichnet mit 1822 | Von ortshistorischer Bedeutung. Gedenkstein für Watzdorf, auf der Längsseite liegende Granitplatte (155 cm × 70 cm × 15 cm), Inschrift „Heinrich Watzdorf, XXVI OCT. MDCCCXXII“, seitlich zwei große Findlinge, mehrere andere Findlinge ordnen sich im Halbkreis dahinter. | 08974719 |
|                                         | Torsäulen | Bauerndorf 5a (Karte)                                      | Ende 19. Jahrhundert | Ortstypische Toreinfriedung, ortsbildprägend von Bedeutung. Drei Backsteinsäulen, Abdeckung neu, Tor neu. | 08974387 |
|                                         | Torsäulen | Bauerndorf 16 (Karte)                                      | 2. Hälfte 19. Jahrhundert | Ortstypische Toreinfriedung, ortsbildprägend von Bedeutung. Drei Backsteinsäulen, Konsolabschlussgesims, Holztor erneuert. | 08974389 |
| Weitere Bilder                          | Dorfkirche und Kirchhof Hohenprießnitz (Sachgesamtheit) | Dorfplatz (Karte)                                          | 18./19. Jahrhundert | Sachgesamtheit Dorfkirche und Kirchhof Hohenprießnitz, mit folgenden Einzeldenkmalen: Kirche (mit Ausstattung), Erbbegräbnis mit drei Grabmalen der Familie von Hohenthal, Denkmal für die Gefallenen des Ersten Weltkrieges und eine Mahn- und Gedenkstätte (08974386), Lutherlinde (Gartendenkmal) sowie Kirchhof mit Einfriedung als Sachgesamtheitsteil; baugeschichtlich und ortsgeschichtlich von Bedeutung. Einfriedung: hohe Gitterzäune in schmiedeeiserner Arbeit mit Sandsteinpfeilern in Quadermauerwerk, von flachpyramidalen Platten abgedeckt, seitlich davon zwei ehemalige Torpfeiler mit reliefiertem Pflanzendekor in der Basis und stilisierten korinthischen Kapitellen, von Kugeln bekrönt, straßenseitig hohe Backsteinmauer, verputzt. | 09300305 |
| Weitere Bilder                          | Kirche (mit Ausstattung), Erbbegräbnis mit drei Grabmalen der Familie von Hohenthal, Denkmal für die Gefallenen des Ersten Weltkrieges und eine Mahn- und Gedenkstätte (Einzeldenkmale zu ID-Nr. 09300305) | Dorfplatz (Karte)                                          | Um 1700, im Kern älter (Kirche); 1867 (Kirchturm); frühes 20. Jahrhundert (Grabmal); nach 1918 (Kriegerdenkmal); nach 1945 (Mahn- und Gedenkstätte Sowjetbürger) | Einzeldenkmale der Sachgesamtheit Dorfkirche und Kirchhof Hohenprießnitz; barocke Chorturmkirche mit dreiseitigem Ostschluss, baugeschichtlich und ortsgeschichtlich von Bedeutung. - barocke Chorturmkirche: mit dreiseitigem Ostschluss (1737) und neuromanischem Chorturm (1867), Abschluss mit Kreuzdach und Laterne, verputzter Backsteinbau - Kriegerdenkmal: große, geräumige halbrunde Anlage mit hoher Granitplatte und im Halbkreis angeordneten Stelen in Granit mit Namenszügen, Platte wie Tempelfront gestaltet, zwei kannelierte ionische Pilaster tragen Dreieckgiebel, im Giebelfeld (Tympanon) Eisernes Kreuz, im Mittelfeld der Platte Inschrift „Die Gemeinde Hohenprießnitz-Noitzsch ihren Heldensöhnen / 1914–1918“, darunter Lorbeergirlande, rückseitig „Sei getreu bis in den Tod, so will ich dir die Krone des Lebens geben (Offb. Joh. 2.10.)“ - Sowjetisches Kriegerdenkmal: lange, 1,50 Meter hohe Ziegelmauer mit vorgeblendeten Porphyrtuffplatten, Inschrift „Die Toten mahnen die Lebenden“ und links Tafel „Hier ruhen 10 sowjetische Bürger, die fern ihrer Heimat während des faschistischen Krieges ihr Leben verloren“, Anlage von Koniferen und Wacholderbüschen umrahmt - Sowjetischer Ehrenfriedhof, Friedhof Eilenburger Straße, Sonderabteilung. Hier ruhen in Einzelgräbern neun Kriegsgefangene und das Kind einer Zwangsarbeiterin. Die Gräber haben einheitlich gestaltete Grabfassungen. Am Ende der Sonderabteilung Gedenkmauer mit mahnender Inschrift, Material Ziegel, verputzt, im Mittelteil erhöht, dort Höhe 200 cm, Gräber 1943/45, Mauer 1977 - Erbbegräbnis mit drei Grabplatten für die Familie von Hohenthal: sarkophagförmig, in Muschelkalk, mit zum Teil halbplastischem Figurenschmuck (trauernde Engel, Pelikan) und reliefierten Dekorationen (Fackel, Girlanden und Pflanzenmotiven), mittlere mit Marmorkreuz auf Deckplatte | 08974386 |
|                                         | Schmiede mit Ausstattung | Dorfplatz 1 (Karte)                                        | Mitte 19. Jahrhundert | Aufgrund der zentralen Lage und technikgeschichtlicher Bedeutung erhaltenswert, weitgehend originale Bausubstanz. Eingeschossiger verputzter Ziegelbau, Satteldach (Handgestrichene Biberschwanzziegel), Putzfaschen, Traufe in Lehm, von vermutlich ehemaligem Tor Sturzbalken erhalten, Zwillingsrundbogenfenster mit Giebel, originale Fenster vorhanden. | 08974394 |
|                                         | Saalanbau eines ehemaligen Gasthofes | Dorfplatz 2 (Karte)                                        | Bezeichnet mit 1924 | Platzbildprägender Klinkerbau in weitestgehend originaler Bausubstanz, baugeschichtlich und ortsgeschichtlich von Bedeutung. Eingeschossiger roter Klinkerbau, Satteldach (Biberschwanzdeckung), hohe Rundbogenfenster, im Giebelfeld Okulus, Fenster im Giebel und Brüstungsfelder zurückgesetzt. Gasthof kein Denkmal. | 08974390 |
|                                         | Gutsverwalterhaus und Wirtschaftsgebäude (Einzeldenkmale zu ID-Nr. 09300306, Eilenburger Landstraße 8, 8a, 8b)                                                                                             | Dorfplatz 5 (Karte)                                        | 18. Jahrhundert | Einzeldenkmale der Sachgesamtheit Schloss, Rittergut und Park Hohenprießnitz; neben dem Kirchgelände markant gelegen, ortsbildprägend, von baugeschichtlicher und ortshistorischer Bedeutung als Teil des ehemaligen Gutshofes. Langgestreckter zweigeschossiger Ziegelbau, verputzt, Walmdach (Biberschwanzdeckung), seitlich originale Sandsteingewände, rückseitige Fenster, Vorhaus zum Eingang original erhalten (mit Holz und kleinteiligen Glasscheiben), Umbau um 1930, aus dieser Zeit Fenster und Türen. | 08974385 |
|                                         | Ehemaliges Pfarrhaus und Einfriedung | Dorfplatz 7 (Karte)                                        | Um 1800 | In unmittelbarer Nähe zur Kirche gelegenes, ortsbildprägendes Gebäude von baugeschichtlicher Bedeutung. - Pfarrhaus: zweigeschossig, Ziegel, verputzt, Mansardwalmdach, dreiachsiger Mittelrisalit, original: hölzerne, profilierte Traufe und seitlich ein Fenster, allgemeiner Zustand einer DDR-Sanierung - Einfriedung: Klinkermauerwerk auf Bruchsteinsockel mit Betongussplatten bedeckt | 08974384 |
| Weitere Bilder                          | Schloss, Rittergut und Park Hohenprießnitz (Sachgesamtheit) | Eilenburger Landstraße 8, 8a, 8b, 9a (Dorfplatz 5) (Karte) | 1699–1702 (Schloss); 18. Jahrhundert (Gutsverwalterhaus); um 1790 (Park); um 1900 (Wirtschaftsgebäude)                                                           | Sachgesamtheit Schloss, Rittergut und Park Hohenprießnitz, mit folgenden Einzeldenkmalen: Schloss (mit Ausstattung), Wirtschaftshof mit zwei Kavaliershäusern, Toranlage und Schornstein sowie sechs Gedenksteine im Gutspark (Eilenburger Landstraße 8, 8a, 8b: 08974395) sowie Gutsverwalterhaus und Wirtschaftsgebäude (Dorfplatz 5; 08974385), der Gutspark (Gartendenkmal) sowie weiteres Wirtschaftsgebäude des ehemaligen Rittergutes (Eilenburger Landstraße 9a; 08974522); von hoher bau- und kunstgeschichtlicher Bedeutung. Gutspark vermutlich nach Plänen Johann Georg Gottlieb Schoch als englischer Landschaftspark um 1790 angelegt, mit altem Baumbestand und Schlossteich. | 09300306 |
| Weitere Bilder                          | Schloss mit Ausstattung (Nr. 8), Wirtschaftshof mit zwei Kavaliershäusern (Nr. 8a, 8b), Toranlage und Schornstein sowie sechs Gedenksteinen im Gutspark (Einzeldenkmale zu ID-Nr. 09300306)                | Eilenburger Landstraße 8, 8a, 8b (Karte)                   | 1699–1702 (Schloss); um 1800 (Gedächtnissäule Elisabeth von Hohenthal); 1803 (Gedenkstein von Hohenthal)                                                         | Einzeldenkmale der Sachgesamtheit Schloss, Rittergut und Park Hohenprießnitz; von hoher baugeschichtlicher, kunstgeschichtlicher, künstlerischer und ortsgeschichtlicher Bedeutung. - Schloss: barocke Dreiflügelanlage, Hauptbau (Corps de logis): zweigeschossiger Ziegelbau, verputzt, Walmdach mit kleinem Dachreiter, Mittel- und Eckrisalite, Lisenengliederung, hofseitig Dreieckgiebel und hohes Portal mit Doppelwappenkartusche und kunstvoll geschmiedetem Oberlichtgitter, eingeschossige Seitenflügel von zweigeschossigen Pavillons mit Mansardzeltdach abgeschlossen - Wirtschaftsgebäude mit Kavaliershäusern: dreiseitig angelegte Wirtschaftsgebäude, verputzte Ziegelbauweise, Gliederung mit Ecklisenen und profilierter Holztraufe, Biberschwanzdeckung, eingeschossig mit Satteldach und Schleppgauben, seitlich der Durchfahrt zweigeschossige Pavillons mit Mansardzeltdach und Gauben, teilweise originale Fenster und Türen, - Torpfeiler der Durchfahrt: verputzter Ziegel - Gedenksteine | 08974395 |
|                                         | Ehemaliger Speicher des Rittergutes (Einzeldenkmal zu ID-Nr. 09300306) | Eilenburger Landstraße 9a (Karte)                          | Um 1900 | Einzeldenkmal der Sachgesamtheit Schloss, Rittergut und Park Hohenprießnitz; zum Rittergut gehörendes Wirtschaftsgebäude, baugeschichtlich, ortsgeschichtlich und straßenbildprägend von Bedeutung. Langgestreckter Putzbau, Satteldach, Segmentbogenfenster, schlossseitig im Giebel vorkragendes Walmdach mit hölzernem äußeren Zugangsbereich (Art Ladevorrichtung). | 08974522 |
|                                         | Torsäulen und Tor | Muldenstraße 7 (Karte)                                     | 2. Hälfte 19. Jahrhundert | Ortstypische Eingangssituation in authentischer Erscheinung, ortsbildprägend von Bedeutung. Zwei Backsteinsäulen mit Sandsteinabdeckung, Holztor später. | 08974392 |
| Weitere Bilder                          | Handschwengelpumpe | Noitzscher Straße (Karte)                                  | 2. Hälfte 19. Jahrhundert | Straßenbildprägende Lage, sozialgeschichtliche Bedeutung. Hölzerne Handschwengelpumpe, Brunnenfassung erneuert. | 08974393 |
| Weitere Bilder                          | Transformatorenturm | Noitzscher Straße (Karte)                                  | Um 1925 | Zeugnis der Elektrifizierung, versorgungs- und technikgeschichtliche Bedeutung, straßenbildprägende Lage. Klinkersockel, Putzbau, abgesetzter Drempel, geschweiftes Pyramidendach (Biberschwanzdeckung) mit Kugelbekrönung, gestuftes Gurtgesims, Lüftungsklappen, Isolatoren. | 08974391 |

### Ehemaliges Denkmal (Hohenprießnitz)
| Bild | Bezeichnung                            | Lage                 | Datierung                 | Beschreibung | ID       |
| ---- | -------------------------------------- | -------------------- | ------------------------- | --- | -------- |
|      | Scheune eines ehemaligen Vierseithofes | Bauerndorf 9 (Karte) | 2. Hälfte 19. Jahrhundert | Regionaltypischer Lehmwellerbau, authentische Erscheinung, baugeschichtlich und wirtschaftsgeschichtlich von Bedeutung. Lehmwellertechnik massiv (teilweise mit Ziegeln unterfahren), Satteldach (Biberschwanzdeckung), große Toreinfahrten, teilweise mit Fachwerkkonstruktion, Giebel in Ziegel. Bauernhaus Abbruch. Zwischen 2017 und 2018 abgerissen. | 08974388 |

## Krippehna
| Bild           | Bezeichnung                                       | Lage                     | Datierung                                    | Beschreibung | ID       |
| -------------- | ------------------------------------------------- | ------------------------ | -------------------------------------------- | --- | -------- |
|                | Transformatorenturm                               | Alte Hauptstraße (Karte) | Um 1920                                      | Zeugnis der regionalen Elektrifizierung, von versorgungs- und technikgeschichtlicher Bedeutung. Klinkersockel, Ziegelbau verputzt, geschweiftes Pyramidendach mit Bekrönung (Kugel fehlt), oberer Teil abgesetzt mit Abgängen, Eisenblechtür original, Isolatoren. | 08974337 |
| Weitere Bilder | Denkmal für die Gefallenen des Ersten Weltkrieges | Am Dorfplatz (Karte)     | Nach 1918                                    | Von ortshistorischer Bedeutung. Pfeilerform, in Porphyr auf abgetrepptem Kunststeingusssockel, von sitzendem Löwen auf Kugel bekrönt, in Vorderfront Sandsteinplatte eingelassen mit Reliefdarstellung eines knienden, trauernden Kriegers, darunter eingemeißelte Inschrift (unleserlich, ursprünglich schwarz hintermalt) „Gem. Krippehna“, in den abgefasten Ecken Schwertdarstellung und Lorbeergirlanden, in den Seiten Namensaufreihung. | 08974339 |
| Weitere Bilder | Kirche mit Ausstattung, Kirchhof und Einfriedung  | Am Dorfplatz (Karte)     | 1. Hälfte 13. Jahrhundert; Wiederaufbau 1768 | Verputzter Feld- und Bruchsteinbau, Westturm über querrechteckigem Grundriss mit Haube und Laterne, baugeschichtlich und ortsgeschichtlich von Bedeutung. - Kirche: auf romanischem Fundament Westturmkirche mit gerade geschlossenem, eingezogenem Chor, verputzter Feld- und Bruchsteinbau, Turm mit oktogonalem Obergeschoss, Haube und Laterne, Schiff 1701, 1768 erneuert - nördliche Einfriedungsmauer: gelbe Klinkerpfeiler mit Pyramidenabschluss - Orgel von Johann Ernst Hähnel (1770/71) | 08974335 |
|                | Wohnhaus eines Zweiseithofes                      | Am Dorfplatz 4 (Karte)   | Um 1900                                      | In zentraler Lage befindliches Wohnhaus in zeittypischer Historismusarchitektur von ortsbildprägender und baugeschichtlicher Bedeutung. Zweigeschossiger roter Klinkerbau mit Satteldach (Biberschwanzdeckung) auf Granitsteinsockel, Mittelrisalit, Gliederung mit geputzter Eckbossierung, im Obergeschoss Eckquaderung, kräftiges Gurtgesims und Fenstergewände in Kunststein mit gerader Verdachung im Erdgeschoss, saniert, Fenster neu. | 08974340 |
| Weitere Bilder | Ehemalige Molkerei                                | Am Dorfplatz 15a (Karte) | Ende 19. Jahrhundert                         | Molkerei in zentraler Lage am Dorfplatz, baugeschichtlich und ortsgeschichtlich von Bedeutung. - Eingeschossiger Klinkerbau mit Satteldach (Biberschwanzdeckung) im Schweizer Stil, auf Porphyrtuffgranitsockel, hohe Zwerchhäuser, hohe Segmentbogenfenster (einzelne verändert, teilweise original), Gliederung mit Ecklisenen in roten Klinkern, Gurtgesims mit Kachelfries (stilisiertes Blumenmotiv), originales Portal, in Vorderfront später angebautes Vordach und erneuerte Laderampe - Schornstein: gelber Klinker auf quadratischem Sockel mit Konsoltraufgesims und Ecklisenen mit zweifarbigen Klinkern, ursprüngliche Höhe reduziert | 08974338 |

## Naundorf
| Bild           | Bezeichnung | Lage                         | Datierung | Beschreibung | ID       |
| -------------- | --- | ---------------------------- | --- | --- | -------- |
| Weitere Bilder | Turmholländer mit teilweise erhaltener Mühlentechnik | An der Mühle 6 (Karte)       | Um 1885 | Heute Wohnhaus, in originalem Zustand, typisches und schönes Beispiel der späteren Mühlenarchitektur, von bauhistorischer, ortsgeschichtlicher und landschaftsbildprägender Bedeutung. Mühle um 1880 von Friedrich August Strauhs errichtet, um 1900 entstand das kleine Wohngehöft, 1952 Mühlenbetrieb eingestellt, 1963 schwere Orkanschäden. - Mühle: massiver dunkelroter Klinkerbau im Kreuzverband, geschweiftes Kupferblechdach mit Gaube (1991 erneuert), Gliederung mit einfachen Gurtgesimsen, Traufgesims und Segmentbogenfenster, Ruten ruinös, originales Portal mit Kassettenfeldern - Mühlentechnik: Flügelwelle, Wellkopf, Kammrad, kleines Kammrad und Königswelle wesentliche Antriebselemente erhalten | 08974369 |
| Weitere Bilder | Gasthof (heute mit Gemeindeamt) | Bahnhofstraße 1 (Karte)      | Ende 19. Jahrhundert | Gasthof als geschlossener Baukörper, qualitätvolle Gründerzeitarchitektur von ortsbildprägender und baugeschichtlicher Bedeutung. Zweigeschossiger roter Klinkerbau mit Mansarddach (obere Hälfte vermutlich mit flachem Walm), (Biberschwanzdeckung), Granitsteinsockel, Zwerchhaus mit flach geschweiftem Knickgiebel, verputzt, Gliederung mit stark profiliertem und auskragendem Gurt-, Sockel- und Traufgesims und Sohlbänken, obere Hälfte der Fenster gerahmt (in Betongussstein, angestrichen), im Erdgeschoss große Segmentbogenfenster, im Obergeschoss Rechteckfenster, reich dekorierte Supraporten und Bekrönungen der mittleren Fenster im Obergeschoss (mit Rundbogengiebel), Saalanbau kein Denkmal. | 08974371 |
| Weitere Bilder | Bahnhof Kämmereiforst: Empfangsgebäude, Güterschuppen, Wirtschaftsgebäude, zwei Stellwerken und Schrankenanlage sowie Wohnhaus des Bahnhofs Kämmereiforst | Bahnhofstraße 14, 15 (Karte) | 1872 (Empfangsgebäude); 1888 (Güterabfertigung); um 1900 (Wirtschaftsgebäude); 1. Hälfte 20. Jahrhundert (Stellwerk Kf und Stellwerk Ko) | Bahnstrecke Halle (Saale) Hbf–Falkenberg (Elster)[–Guben] (Streckennummer 6345), Klinkerbauensemble, vorhandene Ausstattung im Empfangsgebäude und Stellwerk zum Betrieb der Schrankenanlage, technikgeschichtlich, baugeschichtlich und eisenbahngeschichtlich von Bedeutung. Bahnhof der Hauptbahnlinie, Bahnstrecke Halle–Cottbus, erbaut von der Halle-Sorau-Gubener Eisenbahn-Gesellschaft, am 30. Juni 1872 für den Personenverkehr und am 1. August 1888 für den Güterverkehr eröffnet, heute noch in Betrieb. - Empfangsgebäude: roter Klinker-/Fachwerkbau mit Pultdach, teilweise alte Fenster und Fenster (Stand 2014), originale Ausstattung um 2001 noch vorhanden - Güterschuppen: rotesKlinker- und Klinker-/Fachwerkgebäude, flache Satteldächer, Laderampe mit Holztor, ursprüngliches Bahnhofsgebäude - Stellwerk: rotes Klinker- und Klinker-/Fachwerkgebäude, flaches Satteldach, Schrankenanlage - Wohnhaus: roter Klinker-/Fachwerkbau mit Pultdach, teilweise alte Fenster | 08974346 |
| Weitere Bilder | Kirche mit Ausstattung, Kirchhof und Einfriedung | Hauptstraße (Karte)          | 1867–1868 | Baugeschichtlich und ortsgeschichtlich von Bedeutung. Neuromanische Saalkirche mit gerade geschlossenem Chor und Apsis, Westturm mit Haube (1972 verändert), Backsteinbau auf Bruchsteinsockel. Einfriedung verputztes Klinkermauerwerk mit Pfeilern. | 08974336 |
| Weitere Bilder | Denkmal für die Gefallenen des Ersten Weltkrieges | Hauptstraße (Karte)          | Nach 1918 | Ortsgeschichtlich von Bedeutung. Auf flachem Sockel und hohem Podest stehender konischer Pfeiler in bossiertem Mauerwerk, von Eisernem Kreuz bekrönt, in Kunststein (roter Granit), Vorderseite mit Inschrift im Podest „Für Euch, die Ihr im Weltkriege Euer Leben gabt für uns, setzten wir in dankbarer Treue dieses Ehrenmal, Naundorf – Kämmereiforst“, vor Mauer Relieftafel mit kniendem trauerndem Soldaten, Fahne tragend, und Jahreszahl 1914–1918, darüber Inschrift „Wie treu zur Fahne Ihr gehalten, soll treu in unseren Herzen walten“, seitlich Namensaufzählung, umgeben von Blumenrabatte und Eisengitter, vor Denkmal neue Platte mit Inschrift für Gefallene des Zweiten Weltkrieges. | 08974372 |
| Weitere Bilder | Wohnhaus und zwei Seitengebäude eines Vierseithofes | Hauptstraße 12 (Karte)       | 1903 | Straßenbildprägende Ziegelbauten, authentisches Beispiel eines Großbauernhofes von baugeschichtlicher und ortsbildprägender Bedeutung. - Wohnhaus: zweigeschossiger roter Klinkerbau mit Satteldach (neu), Granitsteinsockel, Gliederung mit zwei Seitenrisaliten, Eckbossierung im Erdgeschoss und Eckquaderung im Obergeschoss, Gewände, profiliertes Trauf- und Gurtgesims in Betongussstein, im Obergeschoss der Seitenrisalite Dreieckverdachungen, ansonsten gerade - Stall in roten Klinkern mit Satteldach, aufwändige Gliederung mit Lisenen, doppeltem Konsoltraufgesims, Sägezahngurtgesims und Segmentbogenabschlüssen von Fenstern und Türen, Giebel straßenbildprägend mit Konsolfries, Mittelteil erhöht mit Eckpodesten und Attika, mittig Rundbogenzwillingfenster im blinden Rundbogenfeld - Stallscheune: roter Klinker mit Satteldach, Gliederung wie Stall, nur ohne aufwändig gestalteten Giebel                                                                            | 08974370 |
|                | Scheune und Einfriedung mit Toreinfahrt eines Zweiseithofes                                                                                               | Hauptstraße 24 (Karte)       | Um 1900 | Auffällige architekturtypische Gestaltung mit straßenbildprägendem Giebel, von baugeschichtlicher Bedeutung. - Scheune in rotem Klinkermauerwerk mit Satteldach (Biberschwanzdeckung) auf Granitsockel, Gliederung mit Zahnschnittgurt- und Konsolgesims, schmalen Zwillingssegmentbogenfenstern (teilweise blind, teilweise original) im Drempel, Türen mit Segmentbogenabschluss und Oberlicht original, auffälliger markanter Giebel mit hohem Drillingsrundbogenfenster, zweifach abgesetzt, und kleinen Zwillingsrundbogenfenstern im Giebelzwickel - Einfriedung: Klinkermauerwerk, große hohe Torpfeiler mit scheitrechtem Torsturz | 08974373 |

## Noitzsch
| Bild           | Bezeichnung                                | Lage                                                    | Datierung                 | Beschreibung | ID       |
| -------------- | ------------------------------------------ | ------------------------------------------------------- | ------------------------- | --- | -------- |
| Weitere Bilder | Wegestein                                  | (Gemarkung Zschepplin, Flur 9, Flurstück 5/6) (Karte)   | 2. Hälfte 19. Jahrhundert | Verkehrsgeschichtlich von Bedeutung. Sandsteinwegweiser, etwa einen Meter hoch, quadratischer Grundriss, mit flachpyramidalem Abschluss. Ortsbezeichnungen: Rotes Haus und Wellaune, Noitzsch (1 h) und Richtungspfeile eingehauen und weiß unterlegt (bemalt). | 08974314 |
| Weitere Bilder | Viertelmeilenstein                         | (Gemarkung Zschepplin, Flur 11, Flurstück 12/2) (Karte) | Bezeichnet mit 1722       | Kursächsische Postmeilensäule (Sachgesamtheit); verkehrsgeschichtlich von Bedeutung. Viertelmeilenstein aus Sandstein (wahrscheinlich aus Nebra) mit Inschriften „A.R“, „1722“ und dem Posthornzeichen. Das Kopfstück ist abgeschlagen. Die Säule gehörte zur Poststraße Leipzig–Wittenberg. Säule wurde nach der Übernahme Preußens 1815 nicht beseitigt, ist trotzdem vergraben oder verschüttet worden. Säule 1928 bei Straßenarbeiten im Chauseegraben beim Schladebusch gefunden, Wiederaufstellung in der Nähe des Fundortes. Der Sockel aus Granit wurde erneuert mit unten ausschwingendem Fuß. | 08974344 |
| Weitere Bilder | Wegestein                                  | Zum Tiergarten (Karte)                                  | 1. Hälfte 19. Jahrhundert | Verkehrsgeschichtlich von Bedeutung. Quadratischer Sandsteinpfeiler mit flachem rombenartigem Abschluss, beschädigt. | 08974345 |
|                | Gutsarbeiterhaus eines ehemaligen Vorwerks | Zum Tiergarten 9 (Karte)                                | Um 1800                   | Ohne hinteren Anbau, letzter erhaltener Bestandteil eines ehemalig großzügig angelegten Vorwerks, baugeschichtlich und ortsgeschichtlich von Bedeutung. Eingeschossiger Putzbau mit hohem Mansarddach (einseitigem Schopf und Walm) und Dachgauben, seitlich je ein Zwerchhaus mit Doppelfenstern, Rechteckfenster, originale Holzgauben im Schweizer Stil, hölzerne profilierte Traufe im Knickbereich, bauliche Veränderung zu DDR-Zeiten, seitlich im Giebel vergrößertes Fensterformat. | 08974343 |

## Rödgen
| Bild                                    | Bezeichnung                                                                            | Lage                          | Datierung                  | Beschreibung | ID       |
| --------------------------------------- | -------------------------------------------------------------------------------------- | ----------------------------- | -------------------------- | --- | -------- |
|                                         | Denkmal für die Gefallenen des Ersten Weltkrieges                                      | Im Dorf (Karte)               | Nach 1918                  | Ortsgeschichtlich von Bedeutung. Sich konisch nach oben verjüngender Granitstein, umgeben von kleineren Steinen, auf Betonsockel, Tafel mit Inschrift „Ihren im Weltkriege gefallenen Helden zum ehrenden Gedächtnis die dankbaren Gemeinden Rödgen und Steubeln“, Anlage mit Koniferen. | 08974363 |
| Direkt Bild zu diesem Denkmal hochladen | Wohnhaus                                                                               | Im Dorf 1 (Karte)             | 2. Hälfte 19. Jahrhundert  | Gestalterisch ansprechendes Gebäude mit erhaltener Putzgliederung, baugeschichtlich von Bedeutung. Zweigeschossiger Putzbau, Granitsteinsockel, Walmdach, Gurtgesims, Sohlbankgesims, profilierte Fensterfaschen, zwei originale Haustüren, Fenster neu, leichter Mittelrisalit, Obergeschoss mit gemeinsamen geraden Verdachungen. | 08974367 |
| Weitere Bilder                          | Kirche mit Ausstattung, Kirchhof und Einfriedung                                       | Im Dorf 3 (Karte)             | 1783–1784                  | Saalkirche, Putzbau, baugeschichtlich und ortsgeschichtlich von Bedeutung. - Kirche: Backsteinbau auf Bruchsteinsockel, gerader Ostschluss, Westturm über quadratischem Grundriss, Glockengeschoss oktogonal, als Abschluss Haube und Laterne - Einfriedung: verputzte Ziegelmauer, Pfeiler mit gelber Klinkerabdeckung | 08974366 |
| Direkt Bild zu diesem Denkmal hochladen | Wohnhaus, Seitengebäude und Einfriedung mit Toreinfahrt und Pforte eines Dreiseithofes | Im Dorf 5 (Karte)             | Ende 19. Jahrhundert       | Qualitätvolles Bauernhaus als gutes Zeugnis gründerzeitlicher ländlicher Wohnbebauung, baugeschichtlich und wirtschaftsgeschichtlich von Bedeutung. - Bauernhaus: zweigeschossiger gelber Klinkerbau, Satteldach (Biberschwanzdeckung), seitliche Zwerchhäuser, Kugelbekrönung (Sandstein), Gurtgesims, Segmentbogenfenster, zwei Portale, Gliederung mit dunkelbraunem Klinker - Seitengebäude: Bruchsteinerdgeschoss, Obergeschoss verputzt, Satteldach (neu), Fensterumrahmungen, Deutsches Band und Traufgesims in rotem Klinker - Einfriedung: gelbe Klinkerpfeiler mit Abdeckung, schmiedeeiserner Zaun | 08974364 |
| Direkt Bild zu diesem Denkmal hochladen | Wohnhaus                                                                               | Im Dorf 11 (Karte)            | 3. Drittel 19. Jahrhundert | Repräsentativ gestalteter Bau mit erhaltener Putzgliederung, baugeschichtlich und straßenbildprägend von Bedeutung. Zweigeschossiger Putzbau, Satteldach, Gliederung der Fassade durch Pilaster, profiliertes Sohlbankgesims, Gesimse, profilierte Fensterfaschen, im Obergeschoss gerade Verdachungen, alte Fenster, im Mezzaningeschoss schmiedeeiserne Gitterfenster, im Drempel seitlicher Anbau später, alte Linde davorstehend. Rückseitiger Anbau kein Denkmal, Flurstück ungetrennter Hofraumanteil.                                                                                                  | 08974368 |
| Direkt Bild zu diesem Denkmal hochladen | Wohnhaus eines Vierseithofes                                                           | Im Dorf 22 (Karte)            | Ende 19. Jahrhundert       | Repräsentatives, gestalterisch ansprechendes Gebäude mit originaler Fassadengliederung, baugeschichtlich und straßenbildprägend von Bedeutung. Zweigeschossiger roter Klinkerbau, Bruchsteinsockel, Satteldach (Biberschwanzdeckung), Formsteinfenstergewände, Gurtgesims, Konsoltraufgesims, zwei Seitenrisalite, im Giebel hofseitig Segmentbogenfenster, originale Haustür, alte Fenster. Anbau kein Denkmal. | 08974362 |
| Weitere Bilder                          | Transformatorenturm                                                                    | Naundorfer Straße (Karte)     | Um 1920/1925               | Zeugnis der regionalen Elektrifizierung, versorgungs- und technikgeschichtliche Bedeutung. Verputzter Ziegelbau, Klinkersockel, geschweiftes Pyramidendach (Biberschwanzdeckung), abgesetzter Drempel, Isolatoren noch vorhanden, Eisenblechtür mit stilisierten floralen Beschlägen. | 08974365 |
| Direkt Bild zu diesem Denkmal hochladen | Wohnhaus und daran angebautes Seitengebäude eines Neubauernhofes                       | Zscheppliner Straße 8 (Karte) | 1957                       | T-förmige Anlage als Zeugnis der Bauweise von Neubauerngehöften, in straßenbildprägender Lage, baugeschichtlich von Bedeutung. Eingeschossige Gebäude in T-Form, Satteldächer, Schleppgaube, Polygonalmauerwerk aus Naturstein, Fenster- und Türumrahmungen, Eckbetonung, Traufe und Giebel in Klinker, im Erdgeschoss originale Fenster erhalten, Wirtschaftsgebäude mit Rolltor und Garageneinfahrt. | 08974469 |

## Steubeln
| Bild                                    | Bezeichnung | Lage                 | Datierung       | Beschreibung | ID       |
| --------------------------------------- | --- | -------------------- | --------------- | --- | -------- |
| Direkt Bild zu diesem Denkmal hochladen | Östliches Wohnhaus, südliches Seitengebäude und nördliche Scheune sowie Einfriedung eines Vierseithofes              | Dorfstraße 1 (Karte) | Um 1800         | Markanter gut erhaltener Hof in ortsbildprägender Ecklage, baugeschichtlich von Bedeutung. - Bauernhaus: zweigeschossiger Putzbau, Bruchsteinsockel, Krüppelwalmdach, vermutlich Lehmbau mit außen vorgesetzten Ziegeln, alte Fenster und Schlagläden, Holztraufe, Fachwerkobergeschoss - Seitengebäude: roter Klinkerbau, Bruchsteinsockel, Satteldach (Biberschwanzdeckung), Drempel mit Blind-Okuli, Segmentbogenfenster im Erdgeschoss, Sichtgiebel mit zwei blinden Rundbogenzwillingsfenstern, Okular, Konsoltraufgesims, Zahnschnittfries - Scheune: Lehmwellerbau, hohes Satteldach (Biberschwanzdeckung), große Holztore, Giebel geziegelt, Anbau roter Klinker, Steiles Satteldach (Biberschwanzdeckung), Segmentbogenfenster - Einfriedung: verputzte Klinkermauer und -pfeiler mit Klinkerabdeckung | 08974359 |
| Direkt Bild zu diesem Denkmal hochladen | Westliches Wohnhaus, nordöstliches Auszugshaus, südliches Seitengebäude und südwestliche Scheune eines Vierseithofes | Dorfstraße 9 (Karte) | 19. Jahrhundert | Einer der wenigen erhaltenen Bauernhöfe seiner Art, baugeschichtlich, wirtschaftsgeschichtlich und sozialgeschichtlich von Bedeutung. - Südliche Stallscheune: Bruchstein/Klinkerscheune, Satteldach, rückseitig Bruchstein, giebel- und hofseitig roter Klinker, markante Eckpilaster, Segmentbogenfenster - Westliche Scheune: Lehmwellerbau, einseitiges Krüppelwalmdach (Biberschwanzdeckung), rückseitig im Anschieber teilweise Fachwerk, Eckgiebel in Bruchstein abgeschlossen, Bauschäden vorhanden - Auszugshaus: zweigeschossiger schmaler Lehmbau, Satteldach, alte Fenster - Bauernhaus: Lehmerdgeschoss, Satteldach, Fachwerkobergeschoss, verputzt, Erdgeschossfenster und -türen verändert | 08974360 |

## Tabellenlegende
- Bild: Bild des Kulturdenkmals, ggf. zusätzlich mit einem Link zu weiteren Fotos des Kulturdenkmals im Medienarchiv Wikimedia Commons. Wenn man auf das Kamerasymbol klickt, können Fotos zu Kulturdenkmalen aus dieser Liste hochgeladen werden:
- Bezeichnung: Denkmalgeschützte Objekte und ggf. Bauwerksname des Kulturdenkmals
- Lage: Straßenname und Hausnummer oder Flurstücknummer des Kulturdenkmals. Die Grundsortierung der Liste erfolgt nach dieser Adresse. Der Link (Karte) führt zu verschiedenen Kartendiensten mit der Position des Kulturdenkmals. Fehlt dieser Link, wurden die Koordinaten noch nicht eingetragen. Sind diese bekannt, können sie über ein Tool mit einer Kartenansicht einfach nachgetragen werden. In dieser Kartenansicht sind Kulturdenkmale ohne Koordinaten mit einem roten bzw. orangen Marker dargestellt und können durch Verschieben auf die richtige Position in der Karte mit Koordinaten versehen werden. Kulturdenkmale ohne Bild sind an einem blauen bzw. roten Marker erkennbar.
- Datierung: Baubeginn, Fertigstellung, Datum der Erstnennung oder grobe zeitliche Einordnung entsprechend des Eintrags in der sächsischen Denkmaldatenbank
- Beschreibung: Kurzcharakteristik des Kulturdenkmals entsprechend des Eintrags in der sächsischen Denkmaldatenbank, ggf. ergänzt durch die dort nur selten veröffentlichten Erfassungstexte oder zusätzliche Informationen
- ID: Vom Landesamt für Denkmalpflege Sachsen vergebene, das Kulturdenkmal eindeutig identifizierende Objekt-Nummer. Der Link führt zum PDF-Denkmaldokument des Landesamtes für Denkmalpflege Sachsen. Bei ehemaligen Kulturdenkmalen können die Objektnummern unbekannt sein und deshalb fehlen bzw. die Links von aus der Datenbank entfernten Objektnummern ins Leere führen. Ein ggf. vorhandenes Icon  führt zu den Angaben des Kulturdenkmals bei Wikidata.

## Ausführliche Denkmaltexte
1. ↑  Schloss, Rittergut und Park Zschepplin:
  - Wirtschaftsgebäude, Mittelstraße 19: um 1880, eingeschossig, Ziegelmauerwerk verputzt, Ziegelgliederung, Satteldach, Rolltor und mehrere Eingänge
  - Schlosspark:
    - Geschichte: ab 1687 barocke Gartenanlage nachweisbar, diese befand sich wohl westlich des Schlosses; 1774–1805 im Besitz der Freiherren von Bender und Loitha; nach 1776 Joseph Karl Freiherr von Bender und Loitha veranlasste die Verlegung des Gutshofes in diesen Garten und ließ als Ersatz östlich des Schlosses einen der ersten englischen Landschaftsparks im heutigen Sachsen anlegen, umgesetzt wurde diese gewaltige Neuerung durch den Lust- und Kunstgärtner J. H. Lorenz; ab 1805 im Besitz der Grafen von Mengersen; nach 1820 Joseph Bruno Graf von Mengersen (1804–1873) ließ zu Lebzeiten seines Vaters Friedrich Wilhelm Bruno (1777–1836) die Gartenanlagen umgestalten und auf die Flächen der Muldenaue unterhalb des Schlosses ausdehnen, umgesetzt wurde diese Aufgabe offenbar durch den Lust- und Kunstgärtner C. Gößner; 1848 Erweiterung des Parks durch den sogenannte Rehgarten durch Clemens August Graf von Mengersen, den Sohn Joseph Brunos

  - Der Park befindet sich heute (2014) in weiten Bereichen in einem verwilderten Zustand. Eine Begehung ist daher nicht im gesamten Park möglich. Insbesondere die Bereiche direkt am Schloss und westlich des Teiches sind nicht begehbar. Das gleiche gilt für den östlichen Ausläufer entlang der Waag.
    - Parkbereiche: Der Park gliedert sich in zwei große Bereiche:
      - 1. der sich vom Schloss aus nach Norden und Osten bis zur Waag ausbreitenden Bereich, in den Flurstückskarten ab 1954 als „Der Park“ bezeichnet, zu diesem Bereich gehört auch der ehemalige Gemüsegarten (Flur 5, Flurstück 119)
      - 2. der Bereich östlich der Waag, dieser Bereich umfasst die „Englische Breite“, die ehemalige Fasanerie, die Ackerflächen „Bauernaue“, „Hinter der Försterei“ und „Vogtmannsplan“. Hier lässt sich die Gestaltungsidee der Ornamental Farm ablesen. Die landwirtschaftlich genutzten Bereiche wurden ästhetisch mit den nur dekorativ genutzten Gartenbereichen zu einer Einheit verbunden. Es findet sich eine Zonierung vom „Park“ im Westen zu einem gemischten Bereich mit einem „Belt Walk“ um die „Englische Breite“ hin zu vor allem landwirtschaftlich geprägten Bereichen im Osten. Begrenzt wird das gesamte Areal von einem umlaufenden, dem Schutz vor Hochwassern dienenden Damm.

  - Bauliche Schutzgüter:
    - Erschließung:
      - Zugänge: Hauptzugang südlich des Schlosses über die ehemalige Kastanienallee, weitere Zugänge im Norden und Süden
      - Wegesystem: landschaftlich geschwungenes Wegesystem in großen Teilen erhalten, Wege mit wassergebundenen Decken

    - Gartenbauten: von den ehemals drei Brücken und zwei Stegen ist heute nur noch die nördlich ihres ehemaligen Standorts über die Waag angespülte Hauptbrücke vorhanden (Rekonstruktion von 1992), eine zweite, im Jahre 2000 noch vorhandene Brücke ist nicht mehr da und wohl ebenso wie die Hauptbrücke ein Opfer des Hochwassers 2013 geworden
    - Gartenausstattung: Sitzgruppe mit Felspartie mit Blick nach Südwesten zum Teich nahe dem Fuchsberg (Bänke nicht mehr vorhanden), des Weiteren drei Denkmale: Findling aus grobem Granit zu Ehren Georg Wilhelm von Mengersen (geb. 19. … , Rest ausgeschlagen), Hundegrab aus acht Steinen bestehend mit Namensinschriften (Hermann, Friedrich usw.), darauf Baum in Zwiebelform, daneben auf flachem Beton- und Granitsteinsockel stehendes, hohes lateinisches Holzkreuz mit Verdachung
    - Wasserelemente: Parkteich nördlich des Schlosses, die Waag als prägendes Fließgewässer durchfließt den Park von Südwesten in mehreren Schleifen nach Osten, Brunnen auf rechteckförmigem Grundriss konisch sich verjüngender Pfeiler in Porphyr, davor große Schale in Sandstein

  - Vegetation: Rest der einreihigen Allee aus Rosskastanien (Aesculus hippocastanum) südlich des Schlosses, wertvoller Altgehölzbestand aus u. a. Rosskastanien (Aesculus hippocastanum), Rot-Eiche (Quercus rubra), Stiel-Eichen (Quercus robur), Feld-Ulme (Ulmus minor), Berg-Ahorn (Acer pseudoplatanus), Spitz-Ahorn (Acer platanoides), Rot-Buche (Fagus sylvatica) und Winter-Linde (Tilia cordata), die geschlossenen Gehölzbestände wechseln sich mit offenen Wiesenräumen mit Gehölzstreifen bzw. -gruppen (clumps und shrubs) ab
  - Sonstige Schutzgüter:
    - Bodenrelief: abfallender Hang östlich des Schlosses, das gesamte Areal wird von einem umlaufenden, dem Schutz vor Hochwassern dienenden Damm umschlossen
    - Blickbeziehung: verschiedene Sichtbeziehungen innerhalb des Parkes und in die Landschaft, teilweise zugewachsen
2. ↑  Gedenksteine von Schloss, Rittergut und Park Hohenprießnitz:
  - 1. Gedenkstein für von Hohenthal (bezeichnet mit 1803): auf Sockel in verputztem Ziegelmauerwerk stehender, quadratförmiger konischer Sarkophag, geschmückt mit ägyptisierendem Formendekor (Sphingen), Eckakroterien, Fackeln und Lorbeer- und Palmenblättern in den Dreiecksgiebeln und Inschriftentafeln (typische empfindsame Texte), von eiförmiger Urne mit Draperie bekrönt
  - 2. für Lothar Graf von Hohenthal (bezeichnet mit 1870): auf Sandsteinsockel Ädikulaform mit stilisierten Pilastern und Segmentbogengiebel, von stehendem Kreuz bekrönt, in Kunststein (Quarzkieselguss), vorderseitig Gedenktafel für von Hohenthal mit Inschrift und Reliefbildnis, von Stillleben umrahmt, in Marmor, rückseitig, ebenfalls in Marmor, Reliefbild mit großem, trauerndem, schwebendem Frauenengel, einen gesenkten Palmenzweig haltend
  - 3. Gedächtnissäule für Elisabeth von Hohenthal (um 1800): auf Ziegelsockel, Abschluss mit runder Kämpferplatte, darin Opfermulde, umlaufend figürliche Reliefszenen mit trauernden Menschengruppen, Fackeln, Lorbeergirlande und Inschrift, teilweise stark verwittert
  - 4. Horen- und Parzenstelen (zum 1800): in Sandstein, zwei auf dreieckförmigen Grundriss stehende Stelen mit konkav einschwingenden Seiten, darin figürliche Reliefs (Parzen und Horen), Abschluss mit stilisiertem korinthischen Kapitell
  - 5. Gedenkstein für Dr. Theodor Neubauer (1890–1945): Sandsteinpfeiler in Bossenmauerwerk, von Schale abgeschlossen, Inschrifttafel in Betongussstein „Unser Vorbild, Pädagoge“